# Uwe Kullnick

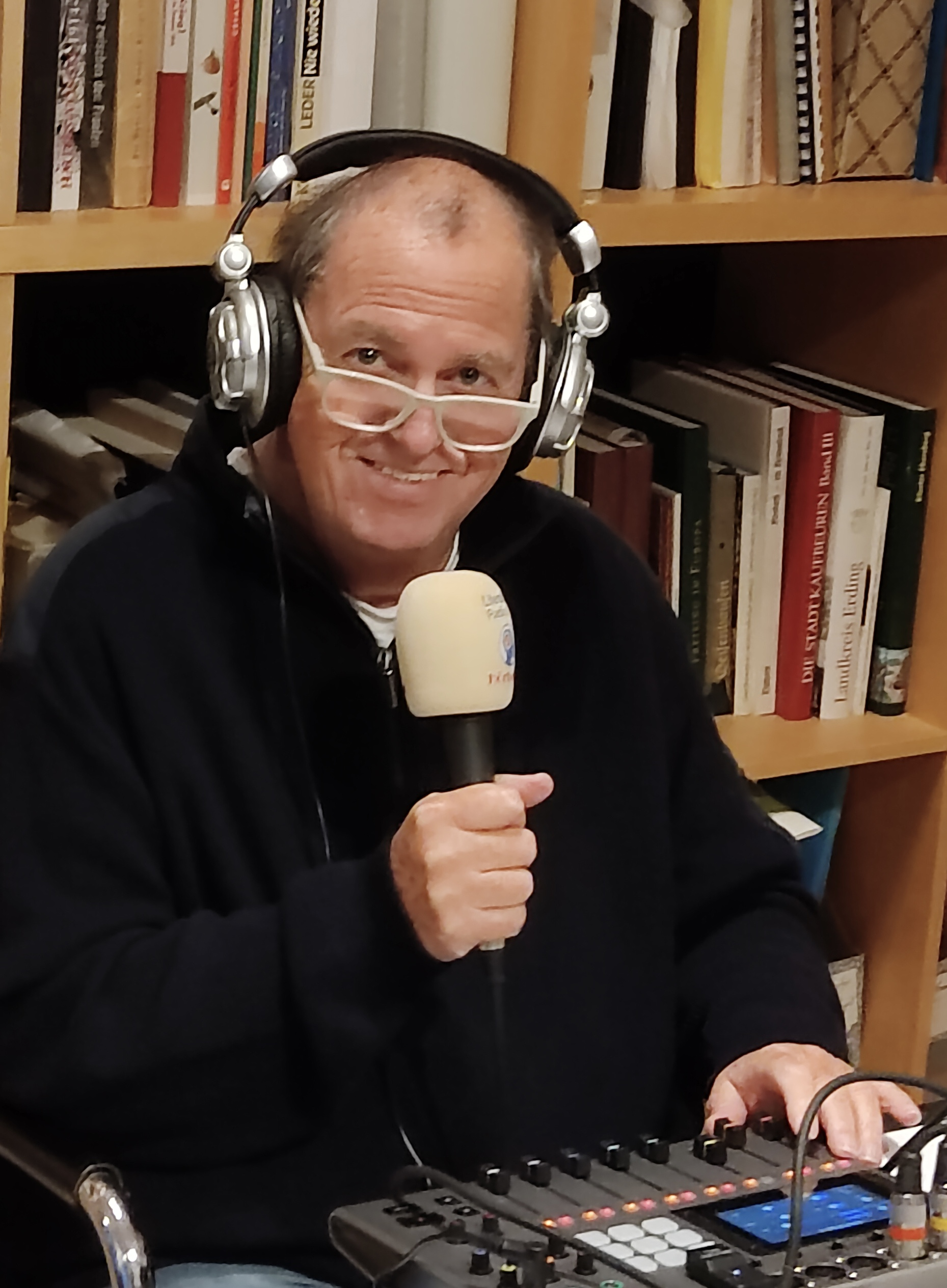
Uwe Kullnick (2022)

Uwe Kullnick (* 29. April 1953 in Wolfenbüttel) ist ein deutscher Schriftsteller. Er ist Herausgeber des Podcasts Literatur Radio Hörbahn.

## Leben
Kullnick absolvierte sein Studium der Biologie an der Technischen Universität Braunschweig, mit Gastaufenthalten an der Havard School of Public Health, Boston, und der Universität Federico II, Neapel, und schloss es im Jahr 1993 mit der Promotion zum Dr. rer. nat. ab.
Anschließend arbeitete er bis 2012 in verschiedenen Managementfunktionen bei Siemens.
Seit 2012 ist Kullnick als freier Schriftsteller und Journalist tätig. Zwischen 2014 und 2019 war er Vorsitzender beim Freien Deutschen Autorenverband Bayern (FDA). Außerdem war er von 2015 bis 2017 Präsident des FDA-Bundesverbandes.
Er ist Autor und Herausgeber zahlreicher Bücher. Seit 2018 leitet er das Literatur (Podcast) Radio Hörbahn.
In seinen Romanen und Kurzgeschichten schöpft Kullnick aus seinen persönlichen Erlebnissen und Erfahrungen aus vielen Reisen und Begegnungen weltweit. Mit seinen literarischen Arbeiten adressiert er jedoch auch schwierige Themen der deutschen Vergangenheit, wie die NS-Zeit und den Krieg.

## Werke (Auswahl)
- Piazza an der Bo, wöchentliche Kolumne im Sendlinger Anzeiger,  seit 2013
- Dreizehn, Mexbook Verlag, Wien, 2011, ISBN 978-3-902326-78-2
- Zwischentöne, Salon LiteraturVerlag, 2012, ISBN 978-3-939321-44-6
- Lachen Leben Sterben, (Erzählungen), 2012, Edition Exovo, ISBN 978-3-942026-32-1
- Leben in Geschichten, Bd. 1, Großdruck, 2012, ISBN 978-1-4802-4232-6
- Leben in Geschichten, Bd. 2, Großdruck, 2012, ISBN 978-1-4802-4768-0
- Astro Love, (Roman), 2012, ISBN 978-1-4818-3267-0
- Fucking Angels, Chichili Verlag, 2012
- Leopard, Stachelschwein & Co., (Jugendbuch), 2012, Edition Exovo, ISBN 978-1-4792-0647-6
- Restless Legs – Die Pest in den Beinen. 2013, ISBN 978-1-4801-5892-4
- Mir wird kalt. 2015, ISBN 978-1-5147-4851-0
- Kinder dieser Erde. Band 2. Co-Autor, 2021, ISBN 978-3-90316-182-5
- Fluch der Esoterik. 2022, Merlin’s Bookshop, ISBN 978-3-96248-053-0